# Cuba aux Jeux olympiques d'été de 2012
Cuba participe aux Jeux olympiques d'été de 2012 à Londres (Royaume-Uni) du 27 juillet au 12 août de cette même année, pour la 19e fois lors de Jeux d'été.

## Médaillés
| Sport                   | Discipline                         | Athlète(s)        | Performance     | Date       |
| Médailles d'or : 5      |                                    |                   |                 |            |
| Boxe                    | poids super-légers hommes          | Roniel Iglesias   | 22 - 15         | 11 août    |
| Boxe                    | poids mouches hommes               | Robeisy Ramirez   | 17 - 14         | 12 août    |
| Judo                    | plus de 78 kg femmes               | Idalys Ortiz      |                 | 3 août     |
| Lutte                   | moins de 120 kg hommes             | Mijaín López      | 2-0 / 1-0       | 6 août     |
| Tir                     | pistolet à 25 m, tir rapide hommes | Leuris Pupo       | 34 (=RM)        | 5 août     |
| Médailles d’argent : 3  |                                    |                   |                 |            |
| Athlétisme              | saut à la perche femmes            | Yarisley Silva    | 4,75 m (RN)     | 6 août     |
| Judo                    | moins de 52 kg femmes              | Yanet Bermoy      |                 | 29 juillet |
| Judo                    | moins de 90 kg hommes              | Asley González    |                 | 1er août   |
| Médailles de bronze : 7 |                                    |                   |                 |            |
| Athlétisme              | décathlon                          | Leonel Suárez     | 8 523 points    | 9 août     |
| Athlétisme              | lancer du disque femmes            | Yarelys Barrios   | 66,38 m         | 4 août     |
| Boxe                    | poids coqs hommes                  | Lázaro Álvarez    | 14 - 19         | 10 août    |
| Boxe                    | poids légers hommes                | Yasniel Toledo    | 11 - 14         | 10 août    |
| Haltérophilie           | moins de 77 kg hommes              | Iván Cambar       | 349 kg          | 1er août   |
| Lutte                   | moins de 66 kg hommes              | Liván López       | 0-3 / 2-0 / 5-1 | 12 août    |
| Taekwondo               | plus de 80 kg hommes               | Robelis Despaigne |                 | 11 août    |

## Athlétisme
Les athlètes de Cuba ont jusqu'à ces Jeux atteint les minima de qualification dans les épreuves d'athlétisme suivantes (pour chaque épreuve, un pays peut engager trois athlètes à condition qu'ils aient réussi chacun les minima A de qualification, un seul athlète par nation est inscrit sur la liste de départ si seuls les minima B sont réussis),.
Hommes
Courses
| Athlète                                                                               | Épreuve          | Séries        | Séries | Quarts de finale | Quarts de finale | Demi-finales  | Demi-finales | Finale   | Finale |
| Athlète                                                                               | Épreuve          | Résultat      | Rang   | Résultat         | Rang             | Résultat      | Rang         | Résultat | Rang   |
| ------------------------------------------------------------------------------------- | ---------------- | ------------- | ------ | ---------------- | ---------------- | ------------- | ------------ | -------- | ------ |
| Omar Cisneros                                                                         | 400 m haies      | 48 s 63 (MS)  | 3e     | NC               | NC               | 48 s 23       | 8e           | –        | –      |
| Amaurys R Valle                                                                       | 400 m haies      | 49 s 19       | 9e     | NC               | NC               | 50 s 48       | 20e          | –        | –      |
| Andy González                                                                         | 800 m            | 1 min 46 s 24 | 12e    | NC               | NC               | 1 min 53 s 46 | 24e          | –        | –      |
| Orlando Ortega                                                                        | 110 m haies      | 13 s 26       | 3e     | NC               | NC               | 13 s 26       | 6e           | 13 s 43  | 6e     |
| Dayron Robles                                                                         | 110 m haies      | 13 s 33       | 6e     | NC               | NC               | 13 s 10 (MS)  | 2e           | DQ       | -      |
| Michael Herrera                                                                       | 200 m            | 21 s 05       | 43e    | NC               | NC               | –             | –            | –        | –      |
| Roberto Skyers                                                                        | 200 m            | 20 s 66       | 23e    | NC               | NC               | –             | –            | –        | –      |
| Raidel Acea Omar Cisneros William Collazo Orestes Rodriguez Noel Ruiz Amaurys R Valle | Relais 4 × 400 m | 3 min 00 s 55 | 5e     | NC               | NC               | NC            | NC           | DNF      | -      |

Concours
| Athlète            | Épreuve           | Qualification | Qualification | Finale   | Finale |
| Athlète            | Épreuve           | Distance      | Rang          | Distance | Rang   |
| ------------------ | ----------------- | ------------- | ------------- | -------- | ------ |
| Yoandris Betanzos  | Triple saut       | 16,22 m       | 23e           | –        | –      |
| Alexis Copello     | Triple saut       | 16,79 m       | 11e           | 16,92 m  | 8e     |
| Arnie David Girat  | Triple saut       | 16,45 m       | 16e           | -        | -      |
| Lazaro Borges      | Saut à la perche  | 5,50 m        | 16e           | –        | –      |
| Jorge Y Fernandez  | Lancer du disque  | 65,34 m       | 3e            | 62,02 m  | 11e    |
| Yunio Lastre       | Lancer du disque  | 57,33 m       | 40e           | –        | –      |
| Roberto Janet      | Lancer du marteau | 73,34 m       | 19e           | –        | –      |
| Guillermo Martinez | Lancer du javelot | 80,06 m       | 16e           | –        | –      |
| Victor Moya        | Saut en hauteur   | 2,21 m        | 20e           | –        | –      |
| Carlos Veliz       | Lancer du poids   | 18,57 m       | 34e           | –        | –      |

Combinés – décathlon
| Athlète        | Épreuve  | 100 m   | SL     | LP      | SH     | 400 m   | 110 H        | LD      | SP     | LJ      | 1 500 m       | Total | Rang                                |
| -------------- | -------- | ------- | ------ | ------- | ------ | ------- | ------------ | ------- | ------ | ------- | ------------- | ----- | ----------------------------------- |
| Yordani Garcia | Résultat | 10 s 80 | 6,75 m | 14,48 m | 1,99 m | 48 s 76 | 14 s 24 (MS) | 42,27 m | 4,60 m | 59,85 m | 4 min 38 s 57 | 7956  | 14e                                 |
| Yordani Garcia | Points   | 906     | 755    | 758     | 794    | 873     | 944          | 711     | 790    | 736     | 689           | 7956  | 14e                                 |
| Leonel Suarez  | Résultat | 11 s 27 | 7,52 m | 14,50 m | 2,11 m | 49,04 m | 14 s 45      | 45,75 m | 4,70 m | 76,94 m | 4 min 30 s 08 | 8523  | Médaille de bronze, Jeux olympiques |
| Leonel Suarez  | Points   | 801     | 940    | 759     | 906    | 859     | 917          | 782     | 819    | 996     | 744           | 8523  | Médaille de bronze, Jeux olympiques |

Femmes
Courses
| Athlète                                                                                    | Épreuve          | Séries        | Séries | Quarts de finale | Quarts de finale | Demi-finales  | Demi-finales | Finale             | Finale |
| Athlète                                                                                    | Épreuve          | Résultat      | Rang   | Résultat         | Rang             | Résultat      | Rang         | Résultat           | Rang   |
| ------------------------------------------------------------------------------------------ | ---------------- | ------------- | ------ | ---------------- | ---------------- | ------------- | ------------ | ------------------ | ------ |
| Rose Mary Almanza                                                                          | 800 m            | 2 min 01 s 19 | 7e     | NC               | NC               | 2 min 01 s 70 | 19e          | –                  | –      |
| Dailin Belmonte                                                                            | Marathon         | NC            | NC     | NC               | NC               | NC            | NC           | 2 min 38 s 08 (MP) | 70e    |
| Nelkis Casabona                                                                            | 200 m            | 23 s 82       | 44e    | NC               | NC               | –             | –            | –                  | –      |
| Rose Mary Almanza Daisurami Bonne Yaneisi Borlot Sahily Diago Aymee Martinez Diosmely Pena | Relais 4 × 400 m | 3 min 27 s 41 | 10e    | NC               | NC               | NC            | NC           | –                  | –      |

Concours
| Athlète            | Épreuve           | Qualification | Qualification | Finale      | Finale                             |
| Athlète            | Épreuve           | Distance      | Rang          | Distance    | Rang                               |
| ------------------ | ----------------- | ------------- | ------------- | ----------- | ---------------------------------- |
| Dailenys Alcantara | Triple saut       | 13,97 m       | 16e           | -           | -                                  |
| Josleidy Ribalta   | Triple saut       | 13,88 m       | 19e           | -           | -                                  |
| Yargeris Savigne   | Triple saut       | 14,28 m       | 9e            | 14,12 m     | 9e                                 |
| Yarelys Barrios    | Lancer du disque  | 65,94 m       | 1re           | 66,38 m     | 4e                                 |
| Denia Caballero    | Lancer du disque  | 58,78 m       | 27e           | –           | –                                  |
| Yaime Perez        | Lancer du disque  | 57,87 m       | 30e           | –           | –                                  |
| Dailis Caballero   | Saut à la perche  | Pas de marque | -             | –           | –                                  |
| Yarisley Silva     | Saut à la perche  | 4,55 m        | 1re           | 4,75 m (RN) | Médaille d'argent, Jeux olympiques |
| Yanet Cruz         | Lancer du javelot | Pas de marque | -             | –           | –                                  |
| Yainelis Ribeaux   | Lancer du javelot | 56,55 m       | 29e           | –           | –                                  |
| Misleydis Gonzalez | Lancer du poids   | 17,68 m       | 20e           | –           | –                                  |
| Mailin Vargas      | Lancer du poids   | 16,76 m       | 26e           | –           | –                                  |
| Lesyani Mayor      | Saut en hauteur   | 1,85 m        | 20e           | –           | –                                  |
| Yipsi Moreno       | Lancer du marteau | 73,95 m       | 6e            | 74,60 m     | 6e                                 |
| Arasay Thondike    | Lancer du marteau | 67,93 m       | 23e           | –           | –                                  |
| Ariannis Vichy     | Lancer du marteau | 67,48 m       | 25e           | –           | –                                  |

## Aviron
Hommes
| Athlète                         | Compétition                 | Séries        | Séries | Repêchage     | Repêchage | Quarts de finale | Quarts de finale | Demi-finales  | Demi-finales          | Finales       | Finales        |
| Athlète                         | Compétition                 | Temps         | Rang   | Temps         | Rang      | Temps            | Rang             | Temps         | Rang                  | Temps         | Rang           |
| ------------------------------- | --------------------------- | ------------- | ------ | ------------- | --------- | ---------------- | ---------------- | ------------- | --------------------- | ------------- | -------------- |
| Ángel Fournier                  | Skiff                       | 6 min 46 s 35 | 8e     | -             | -         | 6 min 54 s 12    | 5e               | 7 min 30 s 19 | 8e (demi-finale A/B)  | 7 min 11 s 17 | 1er (finale B) |
| Yunior Pérez Manuel Suárez (en) | Deux de couple poids légers | 6 min 36 s 31 | 9e     | 6 min 37 s 04 | 5e        | NC               | NC               | 6 min 52 s 26 | 12e (demi-finale A/B) | 6 min 34 s 96 | 4e (finale B)  |

Femmes
| Athlète                            | Compétition                 | Séries        | Séries | Repêchage     | Repêchage | Quarts de finale | Quarts de finale | Demi-finales  | Demi-finales         | Finales       | Finales       |
| Athlète                            | Compétition                 | Temps         | Rang   | Temps         | Rang      | Temps            | Rang             | Temps         | Rang                 | Temps         | Rang          |
| ---------------------------------- | --------------------------- | ------------- | ------ | ------------- | --------- | ---------------- | ---------------- | ------------- | -------------------- | ------------- | ------------- |
| Yariulvis Cobas                    | Skiff                       | 7 min 48 s 58 | 16e    | -             | -         | 7 min 56 s 89    | 17e              | 7 min 54 s 22 | 3e (demi-finale C/D) | 8 min 14 s 59 | 3e (finale C) |
| Yoslaine Domínguez Yaima Velázquez | Deux de couple poids légers | 7 min 12 s 99 | 11e    | 7 min 19 s 33 | 4e        | NC               | NC               | 7 min 21 s 86 | 11e                  | 7 min 23 s 25 | 4e (finale B) |

## Boxe
Hommes
| Athlète               | Compétition           | 1/16 de finale              | 1/8 de finale               | Quarts de finale              | Demi-finales                    | Finale                              |
| Athlète               | Compétition           | Adversaire Résultat         | Adversaire Résultat         | Adversaire Résultat           | Adversaire Résultat             | Adversaire Résultat                 |
| --------------------- | --------------------- | --------------------------- | --------------------------- | ----------------------------- | ------------------------------- | ----------------------------------- |
| Juliao Henriques Neto | Mi-mouches (-49 kg)   | Billy Ward (AUS) 26-4       | Zou Shiming (CHN) 11-14     | –                             | –                               | –                                   |
| Lázaro Álvarez        | Coqs (-56 kg)         | exempt                      | Joseph Diaz (USA) 21-15     | Robenílson Vieira (BRA) 16-11 | John Joe Nevin (IRL) · 14-19    | –                                   |
| Yasniel Toledo        | Légers (-60 kg)       | exempt                      | Liu Qiang (CHN) 14-10       | Gani Zhailauov (KAZ) 19-11    | Vasyl Lomachenko · 11-14        | –                                   |
| Roniel Iglesias       | Super-légers (-64 kg) | César Villarraga (COL) 20-9 | Éverton Lopes (BRA) 18-15   | Uktamjon Rahmonov (UZB) 21-15 | Vincenzo Mangiacapre (ITA) 15-8 | Denys Berinchyk (UKR) · 22-15       |
| Julio la Cruz         | Mi-lourds (-81 kg)    | exempt                      | Ihab Al-Matbouli (JOR) 25-8 | Yamaguchi Falcão (BRA) 15-18  | -                               | -                                   |
| José Larduet          | Lourds (-91 kg)       | NC                          | Ali Mazaheri (IRI) DSQ      | C Russo (ITA) 10-12           | -                               | -                                   |
| Robeisy Ramirez       | Mouches (-52 kg)      | Katsuaki Susa (JPN) 19-7    | Chatchai Butdee (THA) 22-10 | Andrew Selby (GBR) 16-11      | Michael Conlan (IRL) 20-10      | Nyambayaryn Tögstsogt (MGL) · 17-14 |
| Erislandy Savón       | Super-lourds (+91 kg) | NC                          | Anthony Joshua (GBR) 16-17  | -                             | -                               | -                                   |

## Canoë-kayak

### Course en ligne
Cuba a qualifié les bateaux suivants pour les épreuves de course en ligne :
| Athlète                           | Compétition | Éliminatoires  | Éliminatoires | Demi-finales   | Demi-finales | Finale A       | Finale A | Finale B       | Finale B |
| Athlète                           | Compétition | Temps          | Rang          | Temps          | Rang         | Temps          | Rang     | Temps          | Rang     |
| --------------------------------- | ----------- | -------------- | ------------- | -------------- | ------------ | -------------- | -------- | -------------- | -------- |
| Jorge Antonio Garcia              | K1 – 1000 m | 3 min 30 s 852 | 10e           | 3 min 31 s 937 | 10e          | –              | –        | 3 min 29 s 938 | 1er      |
| Jose Carlos Bulnes Serguey Torres | C2 – 1000 m | 3 min 44 s 341 | 10e           | 3 min 41 s 619 | 6e           | 3 min 42 s 357 | 6e       | –              | –        |

| Athlète                          | Compétition | Éliminatoires  | Éliminatoires | Demi-finales   | Demi-finales | Finale A | Finale A | Finale B       | Finale B |
| Athlète                          | Compétition | Temps          | Rang          | Temps          | Rang         | Temps    | Rang     | Temps          | Rang     |
| -------------------------------- | ----------- | -------------- | ------------- | -------------- | ------------ | -------- | -------- | -------------- | -------- |
| Darisleydis Amador               | K1 – 200 m  | 42 s 761       | 17e           | 41 s 949       | 13e          | –        | –        | 45 s 099       | 4e       |
| Darisleydis Amador               | K1 – 500 m  | 1 min 56 s 038 | 18e           | 1 min 58 s 762 | 20e          | –        | –        | –              | –        |
| Dayexi Gandarela Yulitza Meneses | K2 – 500 m  | 1 min 46 s 587 | 16e           | 1 min 51 s 428 | 16e          | –        | –        | 1 min 50 s 124 | 6e       |

## Cyclisme

### Cyclisme sur route
En cyclisme sur route, Cuba a qualifié un homme et une femme.
hommes
| Athlète        | Compétition            | Temps         | Rang |
| -------------- | ---------------------- | ------------- | ---- |
| Arnold Alcolea | Course en ligne hommes | 5 min 46 s 37 | 67e  |

femmes
| Athlète         | Compétition            | Temps       | Rang |
| --------------- | ---------------------- | ----------- | ---- |
| Yumari González | Course en ligne femmes | hors délais | -    |

### Cyclisme sur piste
Vitesse
| Athlète         | Compétition                 | Qualification           | Seizièmes de finale                            | Repêchages               | Huitièmes de finale                        | Repêchages               | Quarts de finale                                                                    | Demi-finales             | Match pour le bronze     | Match pour le bronze | Finale                   | Finale |
| Athlète         | Compétition                 | Temps Vitesse           | Adversaire Temps Vitesse                       | Adversaire Temps Vitesse | Adversaire Temps Vitesse                   | Adversaire Temps Vitesse | Adversaire Temps Vitesse                                                            | Adversaire Temps Vitesse | Adversaire Temps Vitesse | Rang                 | Adversaire Temps Vitesse | Rang   |
| --------------- | --------------------------- | ----------------------- | ---------------------------------------------- | ------------------------ | ------------------------------------------ | ------------------------ | ----------------------------------------------------------------------------------- | ------------------------ | ------------------------ | -------------------- | ------------------------ | ------ |
| Lisandra Guerra | Vitesse individuelle femmes | 11 s 109 64,812 km/h 6e | Juliana Gaviria (COL) V (11 s 390 63,213 km/h) | -                        | Lee Wai Sze (HKG) V (11 s 485 62,690 km/h) | -                        | Guo Shuang (CHN) 1-2 (11 s 536, 11 s 283 et 11 s 337 62.413, 63.812 et 63,508 km/h) | -                        | -                        | -                    | -                        | -      |

Keirin
| Athlète         | Compétition   | 1er tour | Repêchage | 2e tour | Finale |
| Athlète         | Compétition   | Rang     | Rang      | Rang    | Rang   |
| --------------- | ------------- | -------- | --------- | ------- | ------ |
| Lisandra Guerra | Keirin femmes | 3e       | 4e        | -       | -      |

Omnium
| Athlète        | Compétition   | Tour lancé | Tour lancé | Course aux points | Course aux points | Élimination | Poursuite      | Poursuite | Scratch | Contre-la-montre | Contre-la-montre | Total | Rang |
| Athlète        | Compétition   | Temps      | Rang       | Points            | Rang              | Rang        | Temps          | Rang      | Rang    | Temps            | Rang             | Total | Rang |
| -------------- | ------------- | ---------- | ---------- | ----------------- | ----------------- | ----------- | -------------- | --------- | ------- | ---------------- | ---------------- | ----- | ---- |
| Marlies Mejías | Omnium femmes | 14 s 554   | 8          | 4                 | 12                | 9           | 3 min 41 s 897 | 9         | 14      | 35 s 912         | 5                | 57    | 8e   |

## Haltérophilie
| Athlète               | Compétition | Arraché  | Arraché | Épaulé-jeté | Épaulé-jeté | Total | Rang                                |
| Athlète               | Compétition | Résultat | Rang    | Résultat    | Rang        | Total | Rang                                |
| --------------------- | ----------- | -------- | ------- | ----------- | ----------- | ----- | ----------------------------------- |
| Sergio Alvarez Boulet | -56 kg      | 121      | 8e      | -           | -           | DNF   | -                                   |
| Yasmani Romero        | -56 kg      | 112      | 15e     | 146         | 10e         | 258   | 11e                                 |
| Iván Cambar           | -77 kg      | 155      | 5e      | 194         | 2e          | 349   | Médaille de bronze, Jeux olympiques |
| Yoelmis Hernández     | -85 kg      | 163      | 9e      | 205         | 6e          | 368   | 7e                                  |

## Judo
Hommes
| Athlète           | Compétition     | 1/16 de finale                | 1/8 de finale                      | Quarts de finale             | Demi-finales                   | Repêchage 1                  | Repêchage 2         | Finale                       | Finale                             |
| Athlète           | Compétition     | Adversaire Résultat           | Adversaire Résultat                | Adversaire Résultat          | Adversaire Résultat            | Adversaire Résultat          | Adversaire Résultat | Adversaire Résultat          | Rang                               |
| ----------------- | --------------- | ----------------------------- | ---------------------------------- | ---------------------------- | ------------------------------ | ---------------------------- | ------------------- | ---------------------------- | ---------------------------------- |
| Asley González    | Moins de 90 kg  | Héctor Campos (ARG) 0100/0000 | Dmitri Gerasimenko (SRB) 0100/0000 | Mark Anthony (AUS) 0001/0002 | Kirill Denisov (RUS) 0100/0001 | -                            | -                   | Song Dae-nam (KOR) 0001/0101 | Médaille d'argent, Jeux olympiques |
| Oreidis Despaigne | Moins de 100 kg | exempt                        | Ramziddin Sayidov (UZB) 0010/0102  | -                            | -                              | -                            | -                   | -                            | -                                  |
| Óscar Brayson     | Plus de 100 kg  | Martin Padar (EST) 0100/0001  | Ricardo Blas Jr (GUM) 0100/0001    | Teddy Riner (FRA) 0001/0100  | -                              | Ihar Makarau (BLR) 0000/1001 | -                   | -                            | -                                  |

Femmes
| Athlète             | Compétition    | 1/16 de finale                       | 1/8 de finale                           | Quarts de finale                    | Demi-finales                | Repêchage 1         | Repêchage 2         | Finale                        | Finale                             |
| Athlète             | Compétition    | Adversaire Résultat                  | Adversaire Résultat                     | Adversaire Résultat                 | Adversaire Résultat         | Adversaire Résultat | Adversaire Résultat | Adversaire Résultat           | Rang                               |
| ------------------- | -------------- | ------------------------------------ | --------------------------------------- | ----------------------------------- | --------------------------- | ------------------- | ------------------- | ----------------------------- | ---------------------------------- |
| Dayaris Mestre      | Moins de 48 kg | Nataliya Kondratyeva (RUS) 0101/0000 | Alina Alexandra Dumitru (ROU) 0000/1000 | -                                   | -                           | -                   | -                   | -                             | -                                  |
| Yanet Bermoy        | Moins de 52 kg | exempte                              | Bundmaa Munkhbaatar (MGL) 0200/0000     | Marie Müller (LUX) 0011/0002        | Ilse Heylen (BEL) 0110/0002 | -                   | -                   | An Kum-Ae (PRK) 0000/0010     | Médaille d'argent, Jeux olympiques |
| Yurisleydis Lupetey | Moins de 57 kg | Ioulietta Boukouvala (GRE) 0011/0001 | Irina Zabludina (RUS) 0001/1000         | -                                   | -                           | -                   | -                   | -                             | -                                  |
| Yaritza Abel        | Moins de 63 kg | exempte                              | Gévrise Émane (FRA) 0001/0001           | -                                   | -                           | -                   | -                   | -                             | -                                  |
| Onix Cortés         | Moins de 70 kg | exempte                              | Haruka Tachimoto (JPN) 0000/0001        | -                                   | -                           | -                   | -                   | -                             | -                                  |
| Idalys Ortiz        | Plus de 78 kg  | exempte                              | Adysângela Moniz (CPV) 0103/0002        | Ielena Ivachtchenko (RUS) 0011/0002 | Tong Wen (CHN) 0001/0001    | -                   | -                   | Mika Sugimoto (JPN) 0000/0001 | Médaille d'or, Jeux olympiques     |

## Lutte
| Athlète             | Compétition     | Qualification                     | Huitièmes de finale                     | Quarts de finale                      | Demi-finales                      | Repêchage 1                  | Repêchage 2                          | Finale                   | Finale                         |
| Athlète             | Compétition     | Adversaire Résultat               | Adversaire Résultat                     | Adversaire Résultat                   | Adversaire Résultat               | Adversaire Résultat          | Adversaire Résultat                  | Adversaire Résultat      | Rang                           |
| ------------------- | --------------- | --------------------------------- | --------------------------------------- | ------------------------------------- | --------------------------------- | ---------------------------- | ------------------------------------ | ------------------------ | ------------------------------ |
| Lutte gréco-romaine |                 |                                   |                                         |                                       |                                   |                              |                                      |                          |                                |
| Gustavo Balart      | Moins de 55 kg  | exempt                            | Bat Ayhan Karakuş (TUR) 3-0             | Battu par Choi Gyu-jin (KOR) 1-3      | –                                 | –                            | –                                    | –                        | –                              |
| Hansel Meoque       | Moins de 60 kg  | exempt                            | Battu par Jung Ji-Hyun (KOR) 0-3        | –                                     | –                                 | –                            | –                                    | –                        | –                              |
| Pedro Mulens        | Moins de 66 kg  | exempt                            | Battu par Kim Hyeon-Woo (KOR) 0-3       | –                                     | –                                 | –                            | –                                    | –                        | –                              |
| Alexei Bel          | Moins de 74 kg  | Battu par Ben Provisor (USA) 1-3  | –                                       | –                                     | –                                 | –                            | –                                    | –                        | –                              |
| Pablo Shorey        | Moins de 84 kg  | Bat Habibollah Akhlaghi (IRI) 3-1 | Bat Chas Betts (USA) 3-0                | Battu par Damian Janikowski (POL) 0-5 | –                                 | –                            | –                                    | –                        | –                              |
| Yunior Estrada      | Moins de 96 kg  | exempt                            | Bat David Vála (CZE) 3-1                | Bat Hassine Ayari (TUN) 3-0           | Battu par Ghasem Rezaei (IRI) 0-3 | -                            | Battu par Artur Aleksanyan (ARM) 0-3 | –                        | –                              |
| Mijaín López        | Moins de 120 kg | exempt                            | Bat Abdelrahman El-Trabely (EGY) 3-0    | Bat Guram Pherselidze (GEO) 3-0       | Bat Rıza Kayaalp (TUR) 3-0        | –                            | –                                    | Bat Heiki Nabi (EST) 3-0 | Médaille d'or, Jeux olympiques |
| Lutte libre         |                 |                                   |                                         |                                       |                                   |                              |                                      |                          |                                |
| Yowlys Bonne        | Moins de 60 kg  | exempt                            | Battu par Kenichi Yumoto (JPN) 1-3      | –                                     | –                                 | –                            | –                                    | –                        | –                              |
| Liván López         | Moins de 66 kg  | Bat Mehdi Taghavi (IRI) 3-1       | Battu par Tatsuhiro Yonemitsu (JPN) 1-3 | –                                     | –                                 | Bat Haislan Garcia (CAN) 3-1 | Bat Jabrayil Hasanov (AZE) · 5-0     | –                        | –                              |
| Humberto Arencibia  | Moins de 84 kg  | exempt                            | Battu par Jake Herbert (USA) 1-3        | –                                     | –                                 | –                            | –                                    | –                        | –                              |
| Javier Cortina      | Moins de 96 kg  | exempt                            | Battu par Khetag Pliev (CAN) 1-3        | –                                     | –                                 | –                            | –                                    | –                        | –                              |

| Athlète          | Compétition    | Qualification                      | Huitièmes de finale                 | Quarts de finale    | Demi-finales        | Repêchage 1         | Repêchage 2         | Finale              | Finale |
| Athlète          | Compétition    | Adversaire Résultat                | Adversaire Résultat                 | Adversaire Résultat | Adversaire Résultat | Adversaire Résultat | Adversaire Résultat | Adversaire Résultat | Rang   |
| ---------------- | -------------- | ---------------------------------- | ----------------------------------- | ------------------- | ------------------- | ------------------- | ------------------- | ------------------- | ------ |
| Lutte libre      |                |                                    |                                     |                     |                     |                     |                     |                     |        |
| Katerina Vidiaux | Moins de 63 kg | Bat Elif Jale Yeşilırmak (TUR) 5-0 | Battue par Lubov Volosova (RUS) 1-3 | –                   | –                   | –                   | –                   | –                   | –      |

## Natation
Les nageurs cubains ont jusqu'ici atteint les minima de qualification dans les épreuves suivantes (au maximum 2 nageurs peuvent être qualifiés s'ils ont réussi les minima olympiques et un seul nageur pour les minima propres à chaque sélection), :
| Athlète       | Épreuve          | Séries        | Séries | Demi-finales | Demi-finales | Finale  | Finale |
| Athlète       | Épreuve          | Temps         | Rang   | Temps        | Rang         | Temps   | Rang   |
| ------------- | ---------------- | ------------- | ------ | ------------ | ------------ | ------- | ------ |
| Hanser Garcia | 50 m nage libre  | 22 s 45       | 23e    | -            | -            | -       | -      |
| Hanser Garcia | 100 m nage libre | 48 s 97       | 15e    | 48 s 04      | 3e           | 48 s 04 | 7e     |
| Pedro Medel   | 100 m dos        | 55 s 40       | 34e    | -            | -            | -       | -      |
| Pedro Medel   | 200 m dos        | 2 min 00 s 05 | 27e    | -            | -            | -       | -      |

## Plongeon
| Athlète                              | Compétition                      | Éliminatoires                                       | Éliminatoires | Demi-finale                                         | Demi-finale | Finale                                              | Finale |
| Athlète                              | Compétition                      | Points                                              | Rang          | Points                                              | Rang        | Points                                              | Rang   |
| ------------------------------------ | -------------------------------- | --------------------------------------------------- | ------------- | --------------------------------------------------- | ----------- | --------------------------------------------------- | ------ |
| Jeinkler Aguirre                     | Haut-vol à 10 mètres             | 453.50 (61.50, 86.40, 64.80, 70.40, 85.80 et 84.60) | 10e           | 436.95 (72.00, 75.20, 55.80, 83.20, 64.35 et 86.40) | 18e         | –                                                   | –      |
| Jose Antonio Guerra                  | Haut-vol à 10 mètres             | 440.90 (58.50, 21.60, 92.80, 95.20, 79.20 et 93.60) | 17e           | 501.90 (76.50, 88.20, 86.40, 81.60, 79.20 et 90.00) | 9e          | 527.70 (76.50, 88.20, 86.40, 96.90, 82.50 et 97.20) | 5e     |
| Jeinkler Aguirre Jose Antonio Guerra | Haut-vol à 10 mètres synchronisé | NC                                                  | NC            | NC                                                  | NC          | 450.90 (54.00, 51.60, 81.60, 80.64, 89.10 et 93.96) | 5e     |

| Athlète      | Compétition          | Éliminatoires                                | Éliminatoires | Demi-finale | Demi-finale | Finale | Finale |
| Athlète      | Compétition          | Points                                       | Rang          | Points      | Rang        | Points | Rang   |
| ------------ | -------------------- | -------------------------------------------- | ------------- | ----------- | ----------- | ------ | ------ |
| Annia Rivera | Haut-vol à 10 mètres | 233.95 (46.20, 54.00, 21.75, 54.40 et 57.60) | 25e           | –           | –           | –      | –      |

## Taekwondo
Hommes
| Athlète           | Compétition | Huitièmes de finale                  | Quarts de finale              | Demi-finales        | Repêchage 1                      | Repêchage 2                       | Finale              | Finale |
| Athlète           | Compétition | Adversaire Résultat                  | Adversaire Résultat           | Adversaire Résultat | Adversaire Résultat              | Adversaire Résultat               | Adversaire Résultat | Rang   |
| ----------------- | ----------- | ------------------------------------ | ----------------------------- | ------------------- | -------------------------------- | --------------------------------- | ------------------- | ------ |
| Robelis Despaigne | +80 kg      | Chika Yagazie Chukwumerije (NGR) 1-0 | Anthony Obame (GAB) 6-7 (SDP) | -                   | Kaino Thomsen-Fuataga (SAM) 14-2 | Daba Modibo Keita (MLI) · Abandon | -                   | -      |

Femmes
| Athlète           | Compétition | Huitièmes de finale    | Quarts de finale          | Demi-finales                   | Repêchage 1         | Repêchage 2              | Finale              | Finale |
| Athlète           | Compétition | Adversaire Résultat    | Adversaire Résultat       | Adversaire Résultat            | Adversaire Résultat | Adversaire Résultat      | Adversaire Résultat | Rang   |
| ----------------- | ----------- | ---------------------- | ------------------------- | ------------------------------ | ------------------- | ------------------------ | ------------------- | ------ |
| Nidia Munoz       | -57 kg      | Andrea Paoli (LIB) 2-4 | –                         | –                              | –                   | –                        | –                   | –      |
| Glenhis Hernandez | +67 kg      | Wiam Dislam (MAR) 1-0  | Maryna Konieva (UKR) 16-2 | Anne-Caroline Graffe (FRA) 4-6 | -                   | María Espinoza (MEX) 2-4 | -                   | -      |

## Tennis de table
Hommes
| Athlète      | Compétition | Tour préliminaire                                   | 1er tour                                                    | 2e tour          | 3e tour          | 4e tour          | Quarts de finale | Demi-finales     | Finale           | Finale |
| Athlète      | Compétition | Adversaire Score                                    | Adversaire Score                                            | Adversaire Score | Adversaire Score | Adversaire Score | Adversaire Score | Adversaire Score | Adversaire Score | Rang   |
| ------------ | ----------- | --------------------------------------------------- | ----------------------------------------------------------- | ---------------- | ---------------- | ---------------- | ---------------- | ---------------- | ---------------- | ------ |
| Andy Pereira | Simple      | Bat Yoshua Shing (VAN) 4-0 (11-2, 11-2, 11-3, 11-3) | Battu par Mihai Bobocica (ITA) 0-4 (6-11, 7-11, 3-11, 4-11) | -                | -                | -                | -                | -                | -                | -      |

## Tir
Hommes
| Athlète          | Compétition                | Qualification | Qualification | Finale | Finale        |
| Athlète          | Compétition                | Points        | Rang          | Points | Rang          |
| ---------------- | -------------------------- | ------------- | ------------- | ------ | ------------- |
| Leuris Pupo      | Pistolet à 25 m tir rapide | 586           | 3e            | 34     | médaille d'or |
| Guillermo Torres | Skeet                      | 110           | 30e           | NC     | NC            |

Femmes
| Athlète          | Compétition                  | Qualification | Qualification | Finale | Finale |
| Athlète          | Compétition                  | Points        | Rang          | Points | Rang   |
| ---------------- | ---------------------------- | ------------- | ------------- | ------ | ------ |
| Eglis Yaima Cruz | Carabine à 10 m air comprimé | 391           | 44e           | NC     | NC     |
| Dianelys Perez   | Carabine 50 m 3 positions    | 579           | 21e           | NC     | NC     |

## Tir à l'arc
| Athlète             | Compétition       | Tour préliminaire | Tour préliminaire | 1er tour                                                                   | 2e tour          | 3e tour          | Quarts de finale | Demi-finales     | Finale           | Finale |
| Athlète             | Compétition       | Score             | Rang              | Adversaire Score                                                           | Adversaire Score | Adversaire Score | Adversaire Score | Adversaire Score | Adversaire Score | Rang   |
| ------------------- | ----------------- | ----------------- | ----------------- | -------------------------------------------------------------------------- | ---------------- | ---------------- | ---------------- | ---------------- | ---------------- | ------ |
| Juan Carlos Stevens | Individuel hommes | 663               | 34e               | Battu par Tarundeep Rai (IND) 5-6 (28-27, 27-27, 28-27, 27-28, 26-27, 8-9) | -                | -                | -                | -                | -                | -      |